# Аманова Бурі Фазилівна
Бурі Фазилівна Аманова (1916, місто Бухара, тепер Бухарської області, Узбекистан — ?) — радянська узбецька діячка, заступник голови Бухарського облвиконкому, 1-й секретар Бухарського міського комітету КП Узбекистану. Депутат Верховної ради СРСР 2—4-го скликань.

## Життєпис
З 1929 по 1933 рік навчалася в Бухарському промисловому технікумі. Одночасно, в 1932—1933 роках — трикотажний майстер (ткаля) бухарської промислової артілі імені Куйбишева.
У 1933—1943 роках — в органах юстиції Узбецької РСР: секретар народного суду, народний суддя, член Бухарського обласного суду, заступник голови Самаркандського обласного суду.
Навчалася заочно в юридичній школі, закінчила два курси. У 1937 році вступила до комсомолу.
Член ВКП(б) з 1940 року.
У 1943 році — секретар Самаркандського обласного комітету КП(б) Узбекистану по роботі серед жінок.
У 1943—1945 роках — завідувач відділу по роботі серед жінок ЦК КП(б) Узбекистану.
У 1945—1947 роках — 1-й секретар Вабкентського районного комітету КП(б) Узбекистану Бухарської області.
У 1947—1948 роках — голова виконавчого комітету Каганської міської ради депутатів трудящих Бухарської області.
З 1948 року — заступник голова виконавчого комітету Бухарської обласної ради депутатів трудящих.
На 1954 рік — 1-й секретар Бухарського міського комітету КП Узбекистану.
З 1950-х років — генеральний директор Бухарського швейного виробничого об'єднання.
Подальша доля невідома.

## Нагороди
- орден Леніна (23.01.1946)
- два ордени Трудового Червоного Прапора (16.01.1950, 11.01.1957)
- орден «Знак Пошани» (25.12.1944)
- медаль «За доблесну працю у Великій Вітчизняній війні 1941—1945 рр.»
- медалі